# Таврион
Таврион (на старогръцки: Ταυρίων) е военачалник на македонския цар Антигон Досон, който след победния край на Клеоменовата война в 222 г. пр. Хр. оглавява македонските войски в Коринт и Пелопонес.
Малко преди кончината си, Досон го включва сред съветниците на младия Филип V в управлението на Македония.
По време на Съюзническата война, през 221 – 219 г. пр. Хр., Таврион защитава Ахейския съюз срещу нападенията на етолийците и участва в похода на Филип V в Елида.
Помага на царя да усмири бунт на войските през 218 г. пр. Хр. и да се справи с изпадналите в немилост регенти Леонтий и Апелес.
През 217 г. пр. Хр. е един от пратениците на Филип V в Навпакт, където договаря условията за мир с Етолия.
Според Полибий и Плутарх, през 213 г.пр. Хр. ахейският лидер Арат е отровен от Таврион по нареждане на македонския цар. В по-ново време тази теза се отхвърля като антимакедонска пропаганда, разпространявана от противниците на Филип V в Елада.